# Fem och sjörövarskatten
Fem och sjörövarskatten  är den nittonde boken i bokserien Fem-böckerna av Enid Blyton. Den publicerades första gången 1961 på engelska med titeln Five Go to Demon's Rocks.

## Handling
Quentin informerar sin fru Fanny att hans kollega, professor Hayling, kommer en vecka tidigare för att bo på Kirrin Cottage. Hayling har sin son, Tinker och hans apa Ofog med sig. Huset blir trångt då George och hennes kusiner, Julian, Dick och Anne och hunden Timmy också ska bo där. De två forskarna blir störda, och Tinker föreslår att barnen ska resa till hans fyr vid Demon's Rocks (Djävulsklipporna). Efter att ha installerat sig i fyren träffar barnen en äldre sjöman, Jeremiah Boogle, som berättar om vrakplundrare förr i tiden och en skatt de har gömt i grottorna. Sedan blir de inlåsta i fyren. Så börjar äventyret.

## Översättningar och utgivningar på svenska
Boken översattes till svenska av Stina Hergin1962 och nyöversattes av Kertsin Lennerthson 1978. Boken kom sedan ut med olika omlagsbilder i flera upplagor. 2005 kom den ut som ljudbok i Stina Hergins översättning.

## Anpassningar
Spelboken The Wailing Lighthouse Game (1985) baserades på denna roman.